# Tamaria giffordensis
Tamaria giffordensis är en sjöstjärneart som beskrevs av McKnight in H.E.S. Clark och D.G. McKnight 200. Tamaria giffordensis ingår i släktet Tamaria och familjen Ophidiasteridae. Inga underarter finns listade i Catalogue of Life.